# Waiblingen
Waiblingen (en allemand : /ˈvaɪ̯plɪŋən/,, ? Écouter [Fiche]) est une ville située à 15 km à l'est de Stuttgart, en Allemagne. Elle compte presque 53 000 habitants.

## Histoire
| Appartenances historiques Duché de Souabe 915-1200 Comté de Wurtemberg 1200-1442 Comté de Wurtemberg-Stuttgart 1442-1482 Comté de Wurtemberg 1482-1495 Duché de Wurtemberg 1495-1803 Électorat de Wurtemberg 1803–1806 Royaume de Wurtemberg 1806–1918 République de Weimar 1918–1933 Reich allemand 1933–1945 Allemagne occupée 1945–1949 Allemagne 1949–présent |

La région abrite des objets archéologiques de l'âge de la pierre. Le site occupé par la ville de Waiblingen de nos jours a été témoin de plusieurs colonisations consécutives depuis 5000 avant l'ère chrétienne. Dès l'époque romaine, près de Beinstein, existait une production de vaisselle à haute valeur commerciale (céramique sigillée, Terra Sigillata).
Sous le Saint-Empire, la ville faisait partie des domaines de Frédéric de Hohenstaufen, frère de l'empereur Conrad III. Le nom de cette ville fut pris pour cri de guerre par les partisans de la maison de Hohenstaufen à la bataille de Weinsberg, en 1141. Légèrement altéré, ce nom devint celui de « Gibelin ».

## Personnalités liées
- Heinz Aldinger (1933-2024), arbitre allemand de football y est né.
- Hartmut Häussermann (1943-2011), sociologue allemand y est né.
- Klaus-Dieter Jank (1952-), footballeur allemand, y est né.
- Nico Schlotterbeck (1999-), footballeur allemand, y est né.

## Villes jumelées
Les 5 villes que sont Mayenne(F), Devizes(UK), Baja(Hu) et Jesi(I) et Waiblingen(D) sont jumelées entre elles.
- Devizes (Royaume-Uni) depuis 1966
- Mayenne (France) depuis 1962
- Baja (Hongrie) depuis 1988
- Jesi (Italie) depuis 1996
- Schmalkalden (Allemagne) depuis 1990